# Maomé ibne Zaíde
Maomé ibne Zaíde ibne Maomé ibne Ismael ibne Alhaçane ibne Zaíde (Muḥammad ibn Zaid ibn Muḥammad ibn Ismā‘il ibn al-Ḥasan ibn Zaid; m. 3 de outubro de 900), também conhecido como Maomé, o Jovem Missionário (Muḥammad al-Da‘ī al-ṣagīr), foi um álida que sucedeu seu irmão, Haçane ibne Zaíde, como governante do Emirado Zaidita do Tabaristão em 884. Pouco se sabe de sua vida antes de vir ao Tabaristão após Haçane estabelecer o governo zaidita ali em 864. Ele serviu seu irmão como general e governador, e continuou suas políticas após sua ascensão.
Seu reinado foi confrontado por rebeliões e guerras, mais notavelmente pela invasão de Rafi ibne Hartama em 889-892, que ocupou grande parte de seus domínios. Após Rafi cair em desgraça com os abássidas, Maomé recuperou sua posição e assegurou a aliança de Rafi, mas não apoiou-o contra o Império Safárida. Em 900, após a derrota dos safáridas pelo Império Samânida, ele tentou invadir o Coração, mas foi derrotado e morreu de suas feridas, após o que o Tabaristão caiu para os samânidas.

## Vida

### Infância e carreira sob Haçane

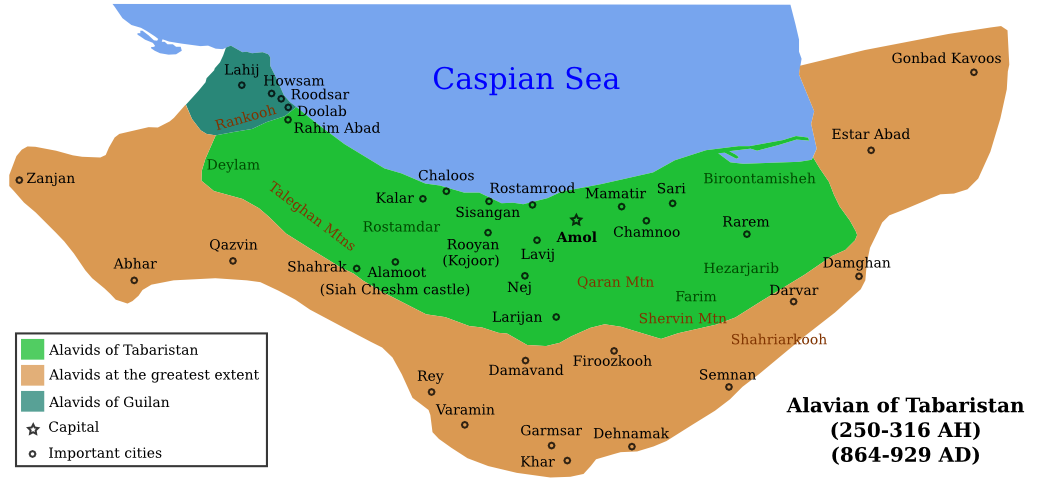
Emirado Zaidita do Tabaristão

Maomé era o irmão mais novo de Haçane, um álida que fundou o domínio zaidita sobre o Tabaristão em 864. Nada se sabe sobre sua infância. O iranologista Wilferd Madelung especula que a família viveu no Iraque antes de partir ao Tabaristão após Haçane assumir o controle da província; Maomé parece ter ido ao Tabaristão por 867. Durante o reinado de seu irmão, Maomé é mencionado como tendo sido capturado por Iacube Alaite Açafar durante sua invasão de 874, mas libertado em Gurgã quando Iacube retirou-se em 876. Após uma breve visita ao Tabaristão para ver sua mãe, ele retornou para Gurgã como um assistente para o cunhado de Haçane, Maomé ibne Ibraim. Os zaiditas foram removidos de Gurgã pelo general taírida Ixaque de Sari na primavera de 977, mas logo recuperaram-a.
Em 880, Maomé também suprimiu a rebelião de Rustã I (r. 867–896), um membro da nativa dinastia bavândida que governou as montanhas do Tabaristão Oriental e opôs-se aos zaiditas. Ele então suprimiu uma rebelião em Gurgã chefiada por outro álida, Haçane ibne Maomé ibne Jafar Alacici, e provavelmente continuou a governar a província em nome de seu irmão até sua morte em 6 de janeiro de 884. Devido a ausência de Maomé em Gurgã, o poder no Tabaristão foi usurpado pelo cunhado de Haçane, Abul Huceine Amade ibne Maomé, que proclamou-se emir legítimo. Maomé foi impedido de retornar diretamente ao Tabaristão devido ao motim de suas tropas dailamitas, e foi capaz de readquirir o controle de Gurgã somente através da ajuda do antigo general taírida e agora governante do Coração, Rafi ibne Hartama. Finalmente, em outubro de 884, Maomé foi capaz de retomar o Tabaristão, tomar a capital Amul e decapitar o usurpador.

### Reinado

Coração em meados do século IX

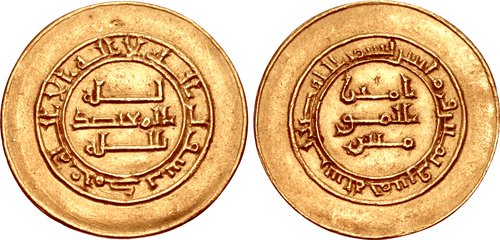
Dinar de ouro de Almutadide r.

Maomé assumiu o mesmo nome real de seu irmão, Aldai Ilalaque (al-Da‘ī ila‘l-Ḥaqq, "Ele que invoca a Verdade"), e foi conhecido como  Aldai Açaguir (al-Da‘ī as-Sagīr, "o Jovem Missionário") em contraste a Haçane (Aldai Alquibir (al-Da‘ī al-Kabīr), "o Velho Missionário"). Ele é também encontrado em algumas fontes como Alcaim Bialaque (al-Qa’im bi al-Ḥaqq, "Defensor da Verdade"). Como seu irmão, Maomé tentou expandir seu domínios por meios militares, e campanhas ocuparam grande parte de seu reinado. Maomé atacou Rustã I, que tinha apoiado a usurpação de Ahmad, e obrigou-o a partir de seus domínios para a corte safárida. Com mediação dos safáridas, Rustã foi permitido retornar. Em agosto de 885, ele tentou capturar Ragas de seu governante turco Açateguim, mas foi expulso. Rafi ibne Hartama usou a oportunidade para ocupar Gurgã, mas Maomé recuperou o controle da província tão longo quando Rafi deixou-a. Em 888 ou 889, Maomé novamente atacou Rustã, que agora fugiu para Rafi e procurou sua ajuda. Rafi lançou uma grande invasão aos domínios zaiditas e conquistou muitos deles, forçando Maomé, como seu irmão antes dele, a procurar proteção nas fortalezas montanhosas dos distritos ocidentais.
Maomé também ganhou o apoio de Jastane ibne Uaçudane, senhor de Dailão. Com sua ajuda, Maomé envolveu-se em luta constante com Rafi, mas foi incapaz de recuperar seu reino. Posteriormente, Rafi selou a paz com Jastane, e os dailamitas retiraram-se. Neste ponto, a fortuna de Maomé mudou, com a ascensão do novo califa abássida, Almutadide (r. 892–902), ao trono em 892. Temeroso do poder de ibne Hartama, o califa removeu-o do governo do Coração e deu-o a seu rival, o safárida Anre ibne Alaite. Em resposta, Rafi concluiu a paz com Maomé, retornando do Tabaristão (mas não Gurgã) para ele e mesmo prometeu aliar-se à causa zaidita. Maomé reentrou em Amul em 24 de junho de 893. Apesar da aliança deles, Maomé absteve-se de auxiliar Rafi em suas guerras com os safáridas, e os dois separaram-se novamente brevemente quando Maomé tentou recuperar Sari. Após a reconciliação deles, Rafi torturou e matou Rustã I em 895, e em 896, quando suas forças brevemente conquistaram Nixapur, a oração da sexta-feira foi lita em nome de Maomé. Rafi foi morto logo depois por seus rivais safáridas, após o que Maomé recuperou Gurgã.

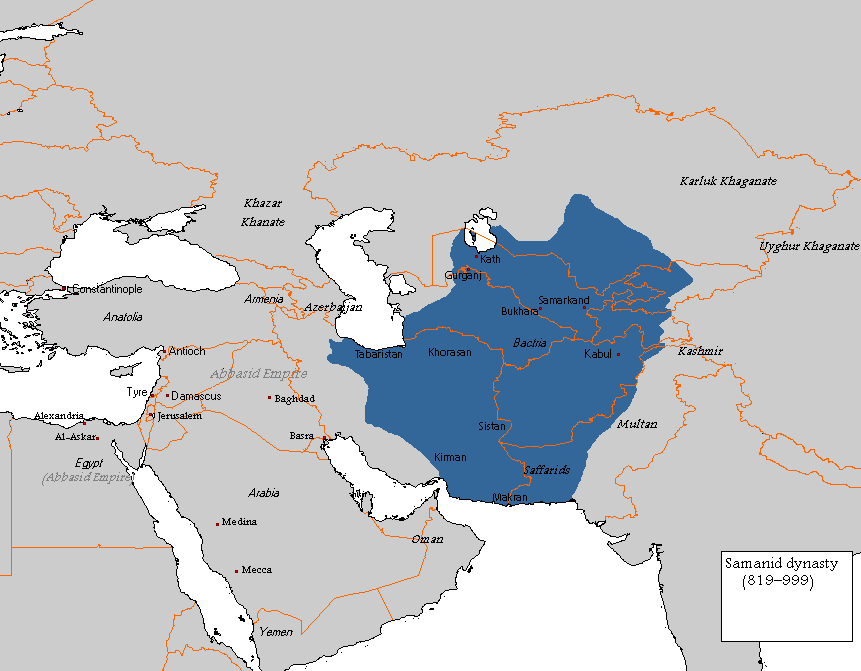
Império Samânida

Em 897, Maomé forneceu refúgio para Becre ibne Abdalazize, um rebento da deposta dinastia duláfida de Ispaã. Inicialmente, Maomé recebeu-o com honras, e mesmo deu-lhe o governo das cidades de Chalus e Ruiã, mas em 898 envenenou-o. Em 900, a balança do poder na região mudou abruptamente com a derrota e morte do safárida Anre ibne Alaite pelos samânidas em abril daquele ano. Os samânidas agora exigiam a entrega de Gurgã, enquanto Maomé estava planejando aproveitar-se do tumulto para invadir o Coração. Maomé e seu exército encontraram-se com o exército samânida sob Maomé ibne Harune de Sarachs em Gurgã, e na batalha subsequente, os samânidas prevaleceram, e o severamente ferido Maomé foi capturado. Ele morreu no dia seguinte, 3 de outubro de 900 (ou em agosto, segundo Abul Faraje). Seu corpo foi decapitado, e enquanto sua cabeça foi enviada à corte samânida em Bucara, seu corpo foi enterrado no portão de Gurgã. Dentro de pouco tempo, como relata Almaçudi, sua tumba tornar-se-ia centro de peregrinação.
Como o filho de Maomé e herdeiro designado Zaíde também foi capturado e enviado para Bucara, os líderes zaiditas concordaram em nomear Zaíde, o infante de al-Mahdi, como líder deles, mas dissensão eclodiu entre seus postos: um deles proclamou-se para os abássidas, e suas tropas atacaram e massacraram os apoiantes zaiditas. Porém, foram os samânidas que ocuparam a província. A conquista samânida trouxe a restauração do sunismo à província, mas a causa xiita foi acolhida e espalhada entre os dailamitas e gilanitas por outro álida, Haçane, o Surdo, que em 914 conseguiu conquistar o Tabaristão e restaurar o governo Zaidita.

## Políticas religiosas e caráter
Como seu irmão, Maomé financiou e promoveu o xiismo zaidita e o mutazilismo, enquanto reprimiu a oposição sunita. Esta opressão religiosa, combinada com a confiança deles nos montanheses dailamitas, cuja falta de disciplina e comportamento bárbaro foi muito ressentido pela população, resultou no afastamento da massa com o governo zaidita. Maomé alcançou alguma proeminência entre os xiitas por financiar a reconstrução da mesquita de Ali e seu filho Huceine em Carbala, no Iraque, após sua destruição pelos abássidas, bem como por suas doações liberais para outros membros da família álida através do mundo muçulmano. No entanto, os posteriores zaiditas não consideraram-no ou seu irmão Haçane como imames legítimos.
Apesar de seu fervor religioso, ele não parece ter sido um inimigo resoluto dos abássidas: segundo uma história, o califa Almutadide ficou entristecido pela morte de Maomé. Maomé também foi um homem erudito, que apreciou boa poesia e mesmo compôs poemas, dos quais apenas algumas linhas sobreviveram, relatadas por Alçuli.